# 都市改造型土地区画整理事業
都市改造型土地区画整理事業（としかいぞうがたとちくかくせいりじぎょう）とは、都市機能の更新および密集した既成市街地を対象とする都市の防災化が必要の地区において行われる土地区画整理事業のこと

## 概要
これは、活力ある都市への再生に有効な整備手段として、国土交通省（旧建設省所管）の市街地のまちづくり活性事業として施策に位置づけている土地区画整理事業のひとつ。 土地区画整理事業は大別すれば、この都市改造型と、新市街地を対象とした宅地供給型のものとに分類される。
土地区画整理事業では移転補償費が事業費の大半を占める。特に都市改造型の場合では補償費が事業費用全体の8割以上になる場合もある。このため都市改造型はその膨大な事業費用もあって、宅地供給型などと比較すれば、土地の増進等における事業収益等があまり見込めないために事業が停滞する場合が大多数である。

## 事業実施箇所例
- 戸塚駅前地区
- 甲府市寿宝地区、甲府駅周辺地区
- 神戸市上沢地区
- 長野県飯田市丸山羽場、高羽地区
- 弘前駅前北地区
- 渋川市四ツ角周辺
- 下関駅前地区
- 市原市五井駅前地区第二工区、姉崎駅前地区
- 新大阪駅周辺地区
- 島田駅北側地区